# Veľké Leváre
Veľké Leváre (węg. Nagylévárd) – wieś (obec) na Słowacji położona w kraju bratysławskim, w powiecie Malacky, w regionie Záhorie, 10 km od Malaciek i 40 km od Bratysławy.

## Historia
Na terenie wsi ludzkie osadnictwo istniało już w młodszym neolicie. Wieś powstała na ważnym szlaku handlowym, biegnącym przez Záhorie z południa na północ, jako osada strażnicza.
Pierwsza wzmianka o miejscowości pochodzi z 1378 roku, kiedy nosiła ona nazwę Noglew. W 1380 wieś nazywała się Lwer, w 1413 Leuar, w 1446 Schüzen, w 1460 Lewary Maior, w 1488 Welykylewar, w 1498 Großchüczen, w 1518 Welykylwar, w 1773 Welke Lewardy, w 1808 Weliké Lewáre, w 1920 Velké Leváry, a od 1927 nosi obecną nazwę. W XVI w. osiedli tu koloniści z Chorwacji, a wkrótce po nich osadnicy habańscy. Ci drudzy zajmowali się głównie wyrobem szeroko znanej ceramiki "habańskiej" oraz produkcją noży. Następnie pojawili się kolejni osadnicy z Moraw. Od 1744 r. miejscowość rozwijała się jako szlacheckie miasteczko, obdarzone prawami organizowania cotygodniowych targów i dorocznych jarmarków. W XIX w. nastąpił dalszy rozwój rzemiosła, powstały cechy rzemieślnicze. Z końcem tego stulecia funkcjonował już młyn parowy, cegielnia, gorzelnia. W latach międzywojennych głośne strajki robotników drzewnych.
W 1397 roku w miejscowości znajdował się mały kościół. W latach 1729–1733 na jego miejscu wybudowano nowy, barokowy o dwóch wysokich wieżach, wchodzący w skład archidiecezji bratysławskiej. Znajduje się w nim największy ołtarz w stylu ludwikowskim (Ludwika XVI) na Słowacji. Przed kościołem stoi pręgierz z początków XVIII w. We wsi znajduje się także kościół ewangelicki należący do senioratu bratysławskiego, a także dwór habański z 1592 roku, będący największą zachowaną budowlą anabaptystów w Europie stojącą w pierwotnym miejscu ich osiedlenia. Od 1972 roku jest on siedzibą Muzeum Anabaptystów.

## Ludność
Według danych z dnia 31 grudnia 2014, wieś zamieszkiwało 3576 osób, w tym 1806 kobiet i 1770 mężczyzn.
W 2001 roku rozkład populacji względem narodowości i przynależności etnicznej wyglądał następująco:
- Słowacy – 97,26%
- Romowie – 1,08%
- Czesi – 0,90%
- Węgrzy – 0,20%
- Polacy – 0,03%
- pozostali/nie podano – 0,52%,

natomiast w 2011 roku przedstawiał się on tak:
- Słowacy – 96,11%
- Czesi – 0,76%
- Węgrzy – 0,42%
- Romowie – 0,23%
- Rusini – 0,20%
- Ukraińcy – 0,06%
- Morawianie – 0,06%
- Polacy – 0,03%
- Żydzi – 0,03%
- Serbowie – 0,03%
- Bułgarzy – 0,03%
- pozostali – 0,06%
- nie podano – 2%

Ze względu na wyznawaną religię struktura mieszkańców kształtowała się w 2001 roku następująco:
- Katolicy rzymscy – 81,11%
- Ateiści – 11,81%
- Luteranie – 3,85%
- Zbory chrześcijańskie – 0,20%
- Świadkowie Jehowy – 0,20%
- Katolicy greccy – 0,12%
- Starokatolicy – 0,03%
- Adwentyści Dnia Siódmego – 0,03%
- nie podano – 2,65%,

natomiast w 2011 roku prezentowała się tak:
- Katolicy rzymscy – 72,51%
- Ateiści – 14,17%
- Luteranie – 3,01%
- Zbory chrześcijańskie – 0,68%
- Katolicy greccy – 0,23%
- Prawosławni – 0,20%
- Świadkowie Jehowy – 0,20%
- Metodyści – 0,11%
- Adwentyści Dnia Siódmego – 0,06%
- Kalwiniści – 0,06%
- Starokatolicy – 0,03%
- Baptyści – 0,03%
- Kościół Braterski – 0,03%
- Mormoni – 0,03%
- pozostali – 0,25%
- nie podano – 8,42%

W miejscowości urodził się czeski klarnecista i dyrygent Gustav Brom.

## Transport
W miejscowości znajduje się stacja kolejowa, przez którą przebiega trasa linii nr 110 z Bratysławy do Brzecławia, a także kilka przystanków autobusowych na trasie z Bratysławy do wsi Borský Svätý Jur. Przez miejscowość przebiega również droga krajowa nr 2.
Od 1646 do 1948 roku istniała przeprawa promowa na Morawie z Veľkých Levarów do Drösing.